# Maurice Letchford
Maurice Letchford (n. 27 august 1908, Pretoria, Africa de Sud – d. 15 august 1965, Durban, Africa de Sud) a fost un luptător ce a reprezentat Canada, medaliat olimpic. A participat la o ediție a Jocurilor Olimpice (1928) în care a câștigat o medalie de bronz.

## Participări
Lista de mai jos prezintă principalele competiții la care a participat Maurice Letchford de-a lungul carierei.
- wrestling at the 1928 Summer Olympics – men's freestyle welterweight[*]